# Natio
Natio en romersk gudinna som har sin grekiska motsvarighet i Eileithyia. Hon anses vara barnafödelsen gudinna och beskrivs av Cicero i verket De Natura Deorum. Under pilgrimsvandringar till Ardea utfördes det rituella offer tillägnade henne för att hon skulle beskydda gifta kvinnor från de värkar som kommer under en förlossning. Det sägs att hennes namn kommer av latinets a nas-centribus och syftar på "de som föds".